# Steingrubenkaserne
Die Steingrubenkaserne war eine der größten Kasernen in Hildesheim. Sie befand sich etwa einen Kilometer östlich der Innenstadt im Stadtteil Oststadt an der Steingrube, einem ehemaligen und aufgefüllten Steinbruch, der als Exerzierplatz diente.

## Geschichte
Auf Befehl König Wilhelms von Preußen wurde Hildesheim 1866 Garnisonsstadt, um das 1. und 3. Bataillon des neu gegründeten III. Hannoverschen Infanterieregiments Nr. 79 in der Stadt zu stationieren. Während das 1. Bataillon in bestehende Kasernen im Bereich der Bahnhofsallee einrücken konnte, musste das 3. Bataillon anfangs in Privatquartieren untergebracht werden.
Die Steingrubenkaserne wurde 1874–1876 für das 1. Bataillon erbaut. Es handelte sich um einen repräsentativen gelben Ziegelbau mit einem Flachdach sowie einem dreigeschossigen, in Nordsüdrichtung angelegten Hauptflügel mit drei viergeschossigen Querflügeln in Ostwestrichtung. Finanziert wurde der Bau aus Reparationsmitteln, die Frankreich 1871 nach seiner Niederlage im Deutsch-Französischen Krieg zahlen musste. Die westlich an der Kaserne vorbeiführende Straße wurde 1876 nach Generalfeldmarschall Helmuth von Moltke benannt, während eine Nebenstraße unmittelbar nördlich der Steingrubenkaserne 1879 den Namen Kasernenstraße erhielt.
In späteren Jahren wurden in Hildesheim noch fünf weitere Kasernen gebaut. 
Um die Steingrubenkaserne besser an die Stadt und den Hauptbahnhof anzuschließen, wurde 1929 die neue Linie 4 der Hildesheimer Straßenbahn eingerichtet. Sie verkehrte vom Bahnhof über Ostertor und Einumer Straße zur Orleansstraße. Ihre Haltestelle Moltkestraße befand sich nur wenige Gehminuten von der Steingrubenkaserne entfernt.
Als einzige Hildesheimer Kaserne wurde die Steingrubenkaserne im Zweiten Weltkrieg zerstört. Bei den Luftangriffen am 22. März 1945 wurde sie von Spreng- und Brandbomben getroffen und brannte vollständig aus. 

## Nachnutzung des Geländes
Nach dem Krieg wurde die Ruine der Kaserne abgetragen und auf dem Gelände das Scharnhorstgymnasium gebaut. Der Exerzierplatz wurde in die heutige Parkanlage Steingrube umgewandelt. Eine Zeit lang erinnerte noch der Straßenname Kasernenstraße an die Steingrubenkaserne, bis er 1957 anlässlich des 100. Todestages des Dichters Eichendorff in Eichendorffstraße geändert wurde.